# Смит, Дэвид (легкоатлет)
Дэвид (Дейв) Грегори Смит (англ. David "Dave" Gregory Smith; род. 24 июля 1955) — австралийский легкоатлет, специалист по спортивной ходьбе. Выступал на профессиональном уровне в 1979—1991 годах, обладатель бронзовой медали Всемирных легкоатлетических игр, чемпион Австралии, участник двух летних Олимпийских игр.

## Биография
Дэвид Смит родился 24 июля 1955 года. Занимался лёгкой атлетикой в Уильямстауне, проходил подготовку в местном одноимённом клубе Williamstown Athletic Club.
Впервые заявил о себе на международном уровне в сезоне 1979 года, когда вошёл в состав австралийской сборной и выступил на Кубке мира по спортивной ходьбе в Эшборне, где занял 21-е место в личном зачёте 20 км.
Благодаря череде успешных выступлений в 1980 году удостоился права защищать честь страны на летних Олимпийских играх в Москве — в дисциплине 20 км был дисквалифицирован за нарушение техники ходьбы, тогда как в дисциплине 50 км сошёл с дистанции.
В 1981 году в 20-километровой ходьбе сошёл на Кубке мира в Валенсии.
В 1983 году получил дисквалификацию на Кубке мира в Бергене, показал 15-й результат на впервые проводившемся чемпионате мира по лёгкой атлетике в Хельсинки.
Принимал участие в Олимпийских играх 1984 года в Лос-Анджелесе — в программе 20 км показал время 1:26:48, закрыв десятку сильнейших.
В 1985 году на Всемирных легкоатлетических играх в помещении в Париже завоевал бронзовую награду в ходьбе на 5000 метров, уступив только французу Жерару Лельевру и итальянцу Маурицио Дамилано. На Кубке мира в Сент-Джоне в 20-километровой ходьбе был дисквалифицирован.
В 1986 году в ходьбе на 20 км стартовал на Играх доброй воли в Москве, с результатом 1:25:47 пришёл к финишу восьмым.
В 1987 году на чемпионате мира в помещении Индианаполисе финишировал пятым в дисциплине 5000 метров, установив ныне действующий рекорд Австралии и Океании — 18:52.20. Позднее на домашних соревнованиях в Хобарте превзошёл всех соперников и установил личный рекорд на дистанции 20 км — 1:19:22. На Кубке мира в Нью-Йорке и чемпионате мира в Риме был дисквалифицирован.
В 1991 году среди прочего занял 46-е место на Кубке мира в Сан-Хосе.
Его сын Дейн Бёрд-Смит тоже стал успешным спортивным ходоком, бронзовый призёр Олимпийских игр, победитель Игр Содружества и Всемирной Универсиады.